# Mellemdistanceløb
Mellemdistanceløb er løbediscipliner indenfor baneløb, som er længere end sprinter og op til 3000 meter. De mest almindelige distancer inden for mellemdistanceløb er 800 meter, 1500 meter og 1-mileløb, men også 3000 meter bliver populært klassificeret som et mellemdistanceløb. 1500-meterdistancen opstod som et resultat af at løbe tre omgange på de 500-meterbaner, som var almindelige på det europæiske fastland i det 20. århundrede.
Blandt danske mellemdistanceløbere finder man Annemarie Nissen, i 2023 danmarksrekordholder på 800 meteren.

## Løbekonkurrencer
800-meterløbet består af to omgange rundt om en standard 400-meterbane og har altid været en konkurrence ved de olympiske lege. Det var inkluderet ved det første kvindelige baneløbsprogram i 1928, men blev suspenderet indtil 1960 pga. den udmattelse det påførte deltagerne. Uden fordelene ved moderne træning kunne mændene dengang løbe sig selv til fuldstændig udmattelse under konkurrencer.
- David Rudisha (Kenya) er den nuværende rekordindehaver i tiden 1:40,91. Han opnåede den i London den 9. august 2012.[4]

- Jarmila Kratochvilova (Tjekkoslovakiet) satte den nuværende rekord for kvinder i tiden 1:53,28. Hun satte den i München den 26. juli 1983.[5]